# Robin Roshardt
Robin Roshardt (* 22. Februar 1988 in Zürich) ist ein ehemaliger Schweizer Tennisspieler. Er gewann den Orange Bowl der unter 18-Jährigen im Einzel 2005.

## Karriere
Robin Roshardt ist Sohn der ehemaligen professionellen und Fed Cup Tennisspielerin Claudia Roshardt, geborene Pasquale, die es im WTA-Ranking 1982 bis auf Platz 69 geschafft hat.
Robin Roshardt feierte seine grössten Erfolge vor allem im Juniorenbereich. Am Ende seiner Juniorenlaufbahn hatte er eine Bilanz von 76:28 (49:18 im Doppel) vorzuweisen. Seine grössten Erfolge waren der Gewinn der inoffiziellen Junioren-Weltmeisterschaft 2005, dem Orange Bowl, sowie das Erreichen der Viertelfinali bei den Junioren Grand Slams in Roland Garros und Wimbledon 2006. Im ITF U18 Ranking war seine höchste Platzierung Platz 4.
Weniger erfolgreich waren seine Auftritte auf Future- und Challengerebene. 2008 konnte er ein Future-Turnier in Kalamata, Griechenland gewinnen und wurde zudem Schweizer Meister. 2009 erreichte er auf selber Turnierebene das Finale in Belek, Türkei. Seine einzigen zwei Auftritte auf der ATP Tour waren dank einer Wildcard in Gstaad im Jahr 2006 und 2008. Hier verlor er aber jeweils die Auftaktpartie.
Aufgrund von zahlreichen Verletzungen musste Roshardt seine Karriere bereits 2012 beenden und ist seitdem als Tennistrainer (Roshardt Tennis Academy) und im Tennisamateurbereich aktiv.